# لورنس ستريت
لورنس ستريت (بالإنجليزية: Laurence Street)‏ هو قاضي أسترالي، ولد في 3 يوليو 1926 في سيدني في أستراليا، وتوفي في 21 يونيو 2018.